# Francesco Minutillo
Francesco Minutillo (1942) es un botánico italiano.

## Algunas publicaciones
- f. Minutillo, g. Tondi, f. Conti. 2009. Sedum nevadense (Crassulaceae), new for the Italian flora. Fl. Medit. 19: 115-117 2009. ISSN 1120-4052
- l. Peruzzi, f. Bartolucci, f. Frignani, f. Minutillo. 2007. Gagea tisoniana, a new species of Gagea Salisb. sect. Gagea (Liliaceae) from central Italy. Bot. J. of the Linnean Soc. 155: 337–347. doi: 10.1111/j.1095-8339.2007.00710.x
- c. Frada-Orestano, s. Calvo, s. Ferla, f. Minutillo. 1989. Impatto délie attività antropiche sulla prateria di Posidonia oceanica (L.) Delile nel golfo di Palermo: analisi strutturale. Giorn. Bot. Ital., 123(suppl.1):78
- w. Rossi, f. Minutillo. 1989. Due nuovi ibridi naturali del genere Ophrys (Orchidaceae) dai Monti. Aurunci (Italia Centrale). Webbia 43 (2) :351-354

## Eponimia
- (Asteraceae) Doronicum × minutilloi Peruzzi[1]